# Parma alboscapularis
Parma alboscapularis és una espècie de peix de la família dels pomacèntrids i de l'ordre dels perciformes.

## Morfologia
Els mascles poden assolir els 22 cm de longitud total.

## Distribució geogràfica
Es troba al nord de Nova Zelanda i a les Illes Kermadec.